# Gunnarsgöl, Östergötland
Gunnarsgöl är en sjö i Valdemarsviks kommun i Östergötland och ingår i Söderköpingsån-Vindåns kustområde. Sjön har en area på 0,0959 kvadratkilometer och ligger 57,1 meter över havet.

## Delavrinningsområde
Gunnarsgöl ingår i det delavrinningsområde (646660-154874) som SMHI kallar för Utloppet av Nöstebosjön. Medelhöjden är 46 meter över havet och ytan är 27,79 kvadratkilometer. Det finns inga avrinningsområden uppströms utan avrinningsområdet är högsta punkten. Avrinningsområdets utflöde mynnar i havet. Avrinningsområdet består mestadels av skog (73 procent) och jordbruk (14 procent). Avrinningsområdet har 1,68 kvadratkilometer vattenytor vilket ger det en sjöprocent på 6 procent.